# Gymnothorax angusticeps
Gymnothorax angusticeps és una espècie de peix de la família dels murènids i de l'ordre dels anguil·liformes.

## Morfologia
Els mascles poden assolir els 51 cm de longitud total.

## Distribució geogràfica
Es troba al Perú.